# David Wemyss, 4:e earl av Wemyss
David Wemyss, 4:e earl av Wemyss, född den 29 april 1678, död den 15 mars 1720, var en skotsk ädling. Han var sondotters son till John  Wemyss, 1:e earl av Wemyss och farfar till David Wemyss, lord Elcho.
Wemyss var en av Skottlands kommissarier vid unionsförhandlingarna med England 1705–1707.